# Parlando
Parlando (italienisch, „redend“) ist eine musikalische Vortragsbezeichnung. Es ist ein dem Sprechgesang ähnliches, schnelles Singen mit gut artikulierter Aussprache und leichter Tongebung unter genauer Beachtung des Rhythmus. Besonders in der Opera buffa („komische Oper“) wird dieses Stilmittel in jeder Stimmlage gern verwendet.
In der Instrumentalmusik verlangt die Anweisung parlando einen sprechenden, ausdrucksvollen Vortrag.